# Équipe de Taipei chinois des moins de 17 ans de football
Maillots
L'équipe de Taïwan des moins de 17 ans est une sélection de joueurs de moins de 17 ans au début des deux années de compétition placée sous la responsabilité de la Fédération de Taïwan de football.

## Parcours en Coupe d’Océanie
- 1983 :  3e
- 1986 :  3e
- 1989 :  3e

## Parcours en Coupe d'Asie
- 1990 : Non inscrite
- 1992 : Forfait
- 1994 : Ne participe pas
- 1996 : Non qualifiée
- 1998 : Non qualifiée
- 2000 : Non qualifiée
- 2002 : Non qualifiée
- 2004 : Non qualifiée
- 2006 : Non qualifiée
- 2008 : Non qualifiée
- 2010 : Non qualifiée
- 2012 : Non qualifiée
- 2014 : Non qualifiée
- 2016 : Non qualifiée
- 2018 : Non qualifiée
- 2023 : À venir

## Parcours en Coupe du monde
- 1985 : Non qualifiée
- 1987 : Non qualifiée
- 1989 : Non qualifiée
- 1991 : Ne participe pas
- 1993 : Forfait
- 1995 : Non qualifiée
- 1997 : Non qualifiée
- 1999 : Non qualifiée
- 2001 : Non qualifiée
- 2003 : Non qualifiée
- 2005 : Non qualifiée
- 2007 : Non qualifiée
- 2009 : Non qualifiée
- 2011 : Non qualifiée
- 2013 : Non qualifiée
- 2015 : Non qualifiée
- 2017 : Non qualifiée
- 2019 : Non qualifiée
- 2023 : À venir